# Chicligasta megye
Chicligasta egy megye Argentína északnyugati részén, Tucumán tartományban. Székhelye Concepción.

## Földrajz
Tucumán tartomány középpontjától délnyugatra található. A megye keleti része síkság, majd nyugat felé emelkedni kezd: itt kezdődik az Andok hegyvonulata. A megye nyugati határán emelkedik az 5552 méter magas Cerro del Bolsón nevű csúcs.
Ebben a megyében található a Campo de los Alisos Nemzeti Park.

## Népesség
A megye népessége a közelmúltban a következőképpen változott:
| Év   | Lakosság |
| ---- | -------- |
| 2001 | 74 732   |
| 2010 | 80 735   |